# Список эпизодов телесериала «C.S.I.: Место преступления Нью-Йорк»
Список эпизодов американского телесериала «C.S.I.: Место преступления Нью-Йорк», посвящённого работе криминалистов города Нью-Йорк. «C.S.I.: Место преступления Нью-Йорк» является спин-оффом телесериала «C.S.I.: Место преступления Майами». Пилотным эпизодом к сериалу стал показанный 17 мая 2004 года эпизод «Майами — Нью-Йорк нон-стоп». Сериал запущен в эфир 22 сентября 2004 года на телеканале CBS. 22 февраля 2013 года в эфир вышла последняя серия. Сериал был официально закрыт 10 мая 2013 года.
Всего в рамках телесериала было выпущено 9 сезонов состоящих из 197 эпизодов.

## Обзор сезонов
| Сезон | Сезон | Эпизоды | Оригинальная дата показа | Оригинальная дата показа |
| Сезон | Сезон | Эпизоды | Премьера сезона          | Финал сезона             |
| ----- | ----- | ------- | ------------------------ | ------------------------ |
|       | Пилот | 1       | 17 мая 2004              | 17 мая 2004              |
|       | 1     | 23      | 22 сентября 2004         | 18 мая 2005              |
|       | 2     | 24      | 28 сентября 2005         | 17 мая 2006              |
|       | 3     | 24      | 20 сентября 2006         | 16 мая 2007              |
|       | 4     | 21      | 26 сентября 2007         | 21 мая 2008              |
|       | 5     | 25      | 24 сентября 2008         | 14 мая 2009              |
|       | 6     | 23      | 23 сентября 2009         | 26 мая 2010              |
|       | 7     | 22      | 24 сентября 2010         | 13 мая 2011              |
|       | 8     | 18      | 23 сентября 2011         | 11 мая 2012              |
|       | 9     | 17      | 28 сентября 2012         | 22 февраля 2013          |

## Список серий

### Встроенный пилот
| № общий | № в сезоне | Название                                       | Режиссёр     | Автор сценария                               | Дата премьеры | Зрители в США (млн) |
| --- | ---------- | ---------------------------------------------- | ------------ | -------------------------------------------- | ------------- | ------------------- |
| - | -          | «MIA/NYC NonStop» «Майами — Нью-Йорк нон-стоп» | Дэнни Кэннон | Энтони Зуикер, Энн Донахью, Кэрол Мендельсон | 17 мая 2004   | 23.08               |
| Девочка-подросток возвращается домой с вечеринки и обнаруживает, что её родители убиты. Поиски убийцы приводит Горацио Кейна в Нью-Йорк. В это время детективы Нью-Йорка во главе с Маком Тейлором расследуют убийство полицейского под прикрытием, который, как выясняется, является главным подозреваемым по делу, над которым работает Кейн. Однако по заявлению судмедэксперта полицейский мертв уже в течение 72 часов и не мог совершить двойное убийство в Майами. В ходе дальнейшего расследования Горацио и Мак выясняют, что настоящий убийца убил нью-йоркского полицейского, затем использовал его удостоверение личности, чтобы добраться до Майами, и всё ещё находится на свободе. |            |                                                |              |                                              |               |                     |

### Сезон 1: 2004—2005
| № общий | № в сезоне | Название                                                                  | Режиссёр          | Автор сценария               | Дата премьеры    | Зрители в США (млн) |
| --- | ---------- | ------------------------------------------------------------------------- | ----------------- | ---------------------------- | ---------------- | ------------------- |
| 1 | 1          | «Blink» «Моргание»                                                        | Деран Сарафян     | Энтони Зуикер                | 22 сентября 2004 | 19.26               |
| Команда CSI находит трёх женщин с одинаковыми травмами. Фотографии, найденные на месте одного из преступлений, приводят криминалистов к парню одной из жертв, который утверждает что не видел её несколько дней, и семейной паре, опекавшей девушку. К сожалению, единственным свидетелм по делу является одна из жертв - молодая девушка с синдромом «запертого человека». |            |                                                                           |                   |                              |                  |                     |
| 2 | 2          | «Creatures of the Night» «Ночные создания»                                | Пэм Визи          | Тим Хантер                   | 29 сентября 2004 | 19.47               |
| Богатая молодая женщина была изнасилована и избита в Центральном парке, но только лист пиона на ее одежде может направить Стеллу и Дэнни к месту изнасилования. Хуже того, из набора для изнасилования не обнаружено ДНК, и жертва не помнит, что произошло, что делает задачу поиска преступника реальной проблемой. Между тем, наркоман найден застреленным в переулке, но пуля, которая убила его, отсутствует. Мак, Эйден и Хокс скоро понимают, что крыса, возможно, съела пулю, и находка крысы приводит их к ограблению, которое произошло ранее в тот же день.             |            |                                                                           |                   |                              |                  |                     |
| 3 | 3          | «American Dreamers» «Американские мечтатели»                              | Роб Бейли         | Эли Талберт                  | 6 октября 2004   | 16.89               |
| Скелет подростка найден в туристическом автобусе, полностью одетый. Доказательства показывают, что он был мертв в течение по крайней мере десяти лет. |            |                                                                           |                   |                              |                  |                     |
| 4 | 4          | «Grand Master» «Гроссмейстер»                                             | Кевин Брэй        | Закари Райтер                | 27 октября 2004  | 12.98               |
| В ту же самую ночь, когда DJ Banner выиграл соревнование диджеев, его находят мёртвым в переулке недалеко от клуба. Мак и Эйден проверяют не только место работы диджея, но и конкурентов убитого. Стелла и Дэнни расследуют смерть дизайнера, который, как показало вскрытие, умер вследствие отравления тетродотоксином, ядом, содержащимся в рыбе фугу. Эта улика приводит криминалистов в известный суши-ресторан. |            |                                                                           |                   |                              |                  |                     |
| 5 | 5          | «A Man a Mile» «Человек на милю»                                          | Дэвид Гроссман    | Эндрю Липшиц                 | 3 ноября 2004    | 14.71               |
| Стелла и Эйден расследуют убийство девочки-подростка, которую нашли в порту. Криминалисты выясняют, что она принадлежала к среднему классу, но при этом посещала дорогую школу. Мак и Дэнни занимаются расследованием преступления, связанного с телом, которое нашли в строящемся туннеле для городского водопровода. |            |                                                                           |                   |                              |                  |                     |
| 6 | 6          | «Outside Man» «Человек с той стороны»                                     | Роб Бейли         | Тимоти Дж. Ли                | 10 ноября 2004   | 15.38               |
| Дэнни и Эйден расследуют массовое убийство работников закусочной. Мак и Стелла расследуют смерть человека, которому недавно ампутировали ногу, но вскоре выясняется, что на то не было никаких причин. |            |                                                                           |                   |                              |                  |                     |
| 7 | 7          | «Rain» «Дождь»                                                            | Дэвид Гроссман    | Пэм Визи                     | 17 ноября 2004   | 17.46               |
| Обнаружены обгоревшие тела двух мужчин, ограбивших банк в китайском квартале. Улики приводят к пропавшему ребёнку менеджера банка. Выясняется, что Джоанна Чо помогала грабителям, опасаясь за жизнь своей дочери. Мак и Стелла находят третьего грабителя, лежащим на полу в луже крови со следами детских ладоней. |            |                                                                           |                   |                              |                  |                     |
| 8 | 8          | «Three Generations are Enough» «Трёх поколений достаточно»                | Алекс Закржевский | Эндрю Липшиц                 | 24 ноября 2004   | 13.50               |
| Дэнни, Эйден и Мак расследуют исчезновение Люка Саттона, чей портфель, был найден на Нью-Йоркской товарной бирже с окровавленной запиской внутри. Стелла и Флэк расследуют смерть Трины Ролстон, молодой беременной женщины, которая упала с крыши церкви. Вскоре выясняется, что тело было сброшено с крыши, чтобы замаскировать истинную причину смерти. Криминалисты обнаруживают связь между этими двумя случаями. |            |                                                                           |                   |                              |                  |                     |
| 9 | 9          | «Officer Blue» «Офицер Блю»                                               | Деран Сарафян     | Энтони Зуикер                | 1 декабря 2004   | 14.92               |
| Застрелен патрульный конной полиции. Пуля, убившая офицера, застряла в позвоночнике его лошади и достать её без вреда для животного не представляется возможным. Эйден расследует убийство молодого человека, который был найден мёртвым на улице. Улики приводят криминалистов в местную пиццерию, где расположилась букмекерская контора. |            |                                                                           |                   |                              |                  |                     |
| 10 | 10         | «Night, Mother» «Спокойной ночи, мама»                                    | Деран Сарафян     | Джанет Тамаро                | 15 декабря 2004  | 15.60               |
| 11 | 11         | «Tri-Borough» «Триптих»                                                   | Грег Яйтанс       | Эли Талберт, Эндрю Липшиц    | 5 января 2005    | 12.15               |
| Мак и Стелла расследуют смерть человека, убитого электрическим током и найденного в туннеле метро. Дэнни расследует убийство владельца галереи, чья смерть связана с мафией. Эйден и Флэк расследуют смерть строителя. |            |                                                                           |                   |                              |                  |                     |
| 12 | 12         | «Recycling» «Маршрут»                                                     | Алекс Закржевский | Тимоти Дж. Ли, Закари Райтер | 12 января 2005   | 13.66               |
| Мак, Эйден и Флэк расследуют смерть Элейн Кертис, убитой во время собачьих соревнований. Подозреваемых по делу слишком много: от судей до участников. Стелла и Дэнни расследуют смерть велокурьера. |            |                                                                           |                   |                              |                  |                     |
| 13 | 13         | «Tanglewood» «Танглвуд»                                                   | Карен Гавиола     | Энтони Зуикер                | 26 января 2005   | 17.56               |
| 14 | 14         | «Blood, Sweat and Tears» «Кровь, пот и слёзы»                             | Скотт Лаутанен    | Эли Талберт, Эрика Шелтон    | 9 февраля 2005   | 13.08               |
| На Кони-Айленд находят сложенное в коробку тело молодого акробата. Дэнни и Флэк находят тело женщины в мусоропроводе, которая была однокурсницей женщины, жившей в этом здании. |            |                                                                           |                   |                              |                  |                     |
| 15 | 15         | «'Til Death Do We Part» «Пока смерть не разлучит нас»                     | Нельсон МакКормик | Пэм Визи                     | 16 февраля 2005  | 14.04               |
| Криминалисты расследуют смерть Ханны Блум, которая умерла на собственной свадьбе. Дэнни и Мак обращают внимание на женщину, которая дрессировала голубей, но не могут напрямую связать ее с Блум, которая умерла от отравления формальдегидом. Стелла, Флэк и Эйден занимаются расследованием смерти Рика Амадори, чью руку находят глубоко под землёй. В ходе следствия выяснятся, что рука была откушена самой жертвой. |            |                                                                           |                   |                              |                  |                     |
| 16 | 16         | «Hush» «Молчание»                                                         | Деран Сарафян     | Энтони Зуикер, Тимоти Дж. Ли | 23 февраля 2005  | 14.30               |
| 17 | 17         | «The Fall» «Падение»                                                      | Норберто Барба    | Энн МакГрейл, Билл Хейнс     | 2 марта 2005     | 13.62               |
| Криминалисты расследуют убийство владельца престижного винного магазина, совершённое членами банды. Дэнни и Эйден расследуют смерть влиятельного кинопродюсера, найденного мёртвым под навесом его жилого дома в Челси. |            |                                                                           |                   |                              |                  |                     |
| 18 | 18         | «The Dove Commission» «Голубиная комиссия»                                | Эмилио Эстевес    | Энтони Зуикер, Закари Райтер | 23 марта 2005    | 16.73               |
| Мак и Стелла расследуют убийство следователя, который собирался опубликовать отчёт о коррупции в полиции Нью-Йорка. Дэнни и Эйден расследуют убийство таксиста-нелегала. |            |                                                                           |                   |                              |                  |                     |
| 19 | 19         | «Crime and Misdemeanor» «Преступление и проступок»                        | Роб Бейли         | Эли Талберт, Эндрю Липшиц    | 13 апреля 2005   | 11.00               |
| Мак и Стелла расследуют смерть молодой женщины, чьё тело, завёрнутое в простыню, было найдено в прачечной. Дэнни и Эйден расследуют смерть бездомного, одетого как живая статуя. |            |                                                                           |                   |                              |                  |                     |
| 20 | 20         | «Supply and Demand» «Спрос и предложение»                                 | Джо Чаппелль      | Энн МакГрейл, Эрика Шелтон   | 27 апреля 2005   | 14.84               |
| Криминалисты расследуют смерть студента, которого избили, а затем застрелили. Во время обыска в квартире убитого находят следы чистого героина и обнаруживает, что у жертвы была соседка по комнате, которая пропала. |            |                                                                           |                   |                              |                  |                     |
| 21 | 21         | «On The Job» «На задании»                                                 | Дэвид Фон Энкен   | Тимоти Дж. Ли                | 4 мая 2005       | 13.42               |
| Во время сбора улик на месте преступления на Дэнни внезапно нападает человек, который прятался к шкафу в доме жертвы. Преступник забегает в переполненное метро, где между ним, Дэнни и ещё одним полицейским под прикрытием начинается перестрелка. Когда дым рассеивается, обнаруживается, что полицейский мёртв, а подозреваемый скрылся. Дэнни находится под следствием по поводу возможного убийства офицера. Мак и Эйден должны доказать, кто на самом деле убил копа, чтобы спасти Дэнни. Тем временем Стелла расследует смерть няни, убитой в туалете в Центральном парке. |            |                                                                           |                   |                              |                  |                     |
| 22 | 22         | «The Closer» «Ближний»                                                    | Эмилио Эстевес    | Пэм Визи                     | 11 мая 2005      | 14.55               |
| Команда расследует убийство фаната «Бостон Ред Сокс», найденного мёртвым с разрывом селезёнки после поражения в игре с «Нью-Йорк Янкис». Между тем, после дачи показаний в суде по делу об убийстве, Мак сталкивается с подсудимым Куинном Салливаном, который ставит под сомнение достоверность улик. Ещё одно дело связано с убийством женщины, которую ранним утром сбил грузовик. |            |                                                                           |                   |                              |                  |                     |
| 23 | 23         | «What You See Is What You See» «То, что ты видишь, это то, что ты видишь» | Дуэйн Кларк       | Эндрю Липшиц                 | 18 мая 2005      | 12.30               |
| В то время как Мак обедает в местном кафе, преступник открывает огонь, в результате чего один мужчина погибает, а официантка тяжело ранена, и Маку приходится выбирать, преследовать подозреваемого или спасти жизнь молодой женщины. |            |                                                                           |                   |                              |                  |                     |

### Сезон 2: 2005—2006
| № общий | № в сезоне | Название                                                                    | Режиссёр          | Автор сценария                              | Дата премьеры    | Зрители в США (млн) |
| --- | ---------- | --------------------------------------------------------------------------- | ----------------- | ------------------------------------------- | ---------------- | ------------------- |
| 24 | 1          | «Summer in the City» «Лето в городе»                                        | Дэвид Фон Энкен   | Пэм Визи                                    | 28 сентября 2005 | 13.30               |
| Стелла и Дэнни расследуют смерть дизайнера ювелирных изделий, а Эйден работает над делом об изнасиловании, и она полна решимости остановить преступника прежде, чем он нападёт снова. Хоукс впервые работает на месте преступления, помогая Маку расследовать смерть альпиниста, упавшего с Эмпайр-стейт-билдинг. |            |                                                                             |                   |                                             |                  |                     |
| 25 | 2          | «Grand Murder at Central Station» «Большое убийство на центральном вокзале» | Скотт Лаутанен    | Закари Райтер                               | 5 октября 2005   | 14.57               |
| Мак и Хоукс расследуют убийство известного пластического хирурга на Центральном вокзале в час пик. Причиной смерти стала щёлочь, попавшая на лицо и руки жертвы. Тем временем Стелла и Дэнни погружаются в мир обнимательных вечеринок, выслеживая убийцу слепой женщины, найденной задушенной на крыше одного из здания в Манхэттене. Стелла обращается за помощью к скульптору, чтобы тот помог ей с реконструкцией лица. Эйден расстраивается, так как не может найти доказательства, чтобы наконец отправить в тюрьму насильника-рецидивиста, а CSI теряют члена команды. |            |                                                                             |                   |                                             |                  |                     |
| 26 | 3          | «Zoo York» «Зоо-Йорк»                                                       | Норберто Барба    | Питер М. Леньков, Тимоти Дж. Ли             | 12 октября 2005  | 15.22               |
| Мак и Дэнни расследуют загадочную смерть человека, растерзанного тиграми в зоопарке Бронкса. В команде появляется новый криминалист Линдси Монро. Хоукс и Стелла расследуют смерть красивой молодой дебютантки, найденной мёртвой на карусели всего за несколько часов до её выхода. |            |                                                                             |                   |                                             |                  |                     |
| 27 | 4          | «Corporate Warriors» «Корпоративные войны»                                  | Роб Бейли         | Эндрю Липшиц                                | 19 октября 2005  | 14.00               |
| Мак и его команда расследуют убийства двух коллег: один был убит бильярдным кием, а другой обезглавлен. Хоукс и Флэк расследуют смерть мальчика, который погиб в результате пожара в квартире. |            |                                                                             |                   |                                             |                  |                     |
| 28 | 5          | «Dancing with the Fishes» «Танцующий с рыбами»                              | Джон Питерс       | Эли Талберт                                 | 26 октября 2005  | 15.31               |
| Мак, Стелла и Флэк расследуют смерть молодой танцовщицы, которая недавно выиграла в лотерею. Дэнни и Хоукс расследуют убийство местного торговца рыбой. |            |                                                                             |                   |                                             |                  |                     |
| 29 | 6          | «Youngblood» «Молодая кровь»                                                | Стивен ДеПол      | Тимоти Дж. Ли                               | 2 ноября 2005    | 15.70               |
| 30 | 7          | «Manhattan Manhunt» «Охота на человека на Манхэттене»                       | Роб Бейли         | Элизабет Дивайн, Энтони Зуикер, Энн Донахью | 9 ноября 2005    | 19.22               |
| 31 | 8          | «Bad Beat» «Плохой удар»                                                    | Дуэйн Кларк       | Закари Райтер                               | 16 ноября 2005   | 15.69               |
| 32 | 9          | «City of the Dolls» «Кукольный город»                                       | Норберто Барба    | Пэм Визи                                    | 23 ноября 2005   | 14.52               |
| 33 | 10         | «Jamalot» «Соперница»                                                       | Джонатан Гласснер | Эндрю Липшиц                                | 30 ноября 2005   | 15.84               |
| 34 | 11         | «Trapped» «В ловушке»                                                       | Джеймс Уитмор-Мл. | Питер М. Леньков                            | 14 декабря 2005  | 16.49               |
| 35 | 12         | «Wasted» «Напрасная трата»                                                  | Джефф Т. Томас    | Пэм Визи, Билл Хейнс                        | 18 января 2006   | 15.50               |
| 36 | 13         | «Risk» «Риск»                                                               | Роб Бейли         | Энтони Зуикер, Джон Дав                     | 25 января 2006   | 14.89               |
| 37 | 14         | «Stuck on You» «На тебе клей»                                               | Джонатан Гласснер | Эли Талберт, Тимоти Дж. Ли                  | 1 февраля 2006   | 16.42               |
| 38 | 15         | «Fare Game» «Расплата за игру»                                              | Кевин Даулинг     | Закари Райтер, Питер М. Леньков             | 1 марта 2006     | 13.76               |
| 29 | 16         | «Cool Hunter» «Крутой охотник»                                              | Норберто Барба    | Даниэль Натансон                            | 8 марта 2006     | 13.91               |
| 40 | 17         | «Necrophilia Americana» «Некрофилия Американа»                              | Стивен ДеПол      | Эндрю Липшиц                                | 22 марта 2006    | 14.15               |
| 41 | 18         | «Live or Let Die» «Живи или дай умереть»                                    | Роб Бейли         | Пэм Визи, Гэри Синиз, Майкл Дейли           | 29 марта 2006    | 14.81               |
| 42 | 19         | «Super Men» «Супермен»                                                      | Стивен ДеПол      | Пэм Визи, Питер М. Леньков                  | 12 апреля 2006   | 14.14               |
| 43 | 20         | «Run Silent, Run Deep» «Беги бесшумно, беги далеко»                         | Роб Бейли         | Энтони Зуикер                               | 19 апреля 2006   | 15.14               |
| 44 | 21         | «All Access» «Полный доступ»                                                | Норберто Барба    | Энтони Зуикер, Тимоти Дж. Ли                | 26 апреля 2006   | 15.23               |
| 45 | 22         | «Stealing Home» «Краденый дом»                                              | Оз Скотт          | Закари Райтер                               | 3 мая 2006       | 14.76               |
| 46 | 23         | «Heroes» «Герои»                                                            | Энтони Хемингуэй  | Эли Талберт                                 | 10 мая 2006      | 15.16               |
| 47 | 24         | «Charge of This Post» «В ответе за сообщение»                               | Роб Бейли         | Тимоти Дж. Ли                               | 17 мая 2006      | 13.23               |

### Сезон 3: 2006—2007
| № общий | № в сезоне | Название                                                     | Режиссёр         | Автор сценария                              | Дата премьеры    | Зрители в США (млн) |
| ------- | ---------- | ------------------------------------------------------------ | ---------------- | ------------------------------------------- | ---------------- | ------------------- |
| 48      | 1          | «People With Money» «Люди с деньгами»                        | Роб Бейли        | Пэм Визи, Питер М. Леньков                  | 20 сентября 2006 | 16.11               |
| 49      | 2          | «Not What It Looks Like» «Не то, чем кажется»                | Дуэйн Кларк      | Пэм Визи, Питер М. Леньков                  | 27 сентября 2006 | 16.21               |
| 50      | 3          | «Love Run Cold» «Любовь, бег и холод»                        | Тим Якофано      | Тимоти Дж. Ли                               | 4 октября 2006   | 15.73               |
| 51      | 4          | «Hung Out To Dry» «Вывешенная на просушку»                   | Энтони Хемингуэй | Закари Райтер                               | 11 октября 2006  | 17.97               |
| 52      | 5          | «Oedipus Hex» «Проклятье Эдипа»                              | Скотт Лаутанен   | Энтони Зуикер, Кен Соларж                   | 18 октября 2006  | 15.99               |
| 53      | 6          | «Open and Shut» «Открытый и закрытый»                        | Джо Энн Фогл     | Венди Баттлс                                | 25 октября 2006  | 17.42               |
| 54      | 7          | «Murder Sings the Blues» «Убийца поёт блюз»                  | Оз Скотт         | Сэм Хамфри                                  | 1 ноября 2006    | 16.64               |
| 55      | 8          | «Consequences» «Последствия»                                 | Роб Бейли        | Пэм Визи                                    | 8 ноября 2006    | 16.77               |
| 56      | 9          | «And Here's To You, Mrs. Azrael» «Это к вам, миссис Азраэль» | Дэвид Фон Энкен  | Питер М. Леньков                            | 15 ноября 2006   | 16.18               |
| 57      | 10         | «Sweet Sixteen» «Сладкие шестнадцать»                        | Дэвид Джексон    | Кен Соларж                                  | 22 ноября 2006   | 15.31               |
| 58      | 11         | «Raising Shane» «Преследуя Шейна»                            | Кристин Мур      | Закари Райтер, Пэм Визи                     | 29 ноября 2006   | 16.43               |
| 59      | 12         | «Silent Night» «Безмолвная ночь»                             | Роб Бейли        | Энтони Зуикер, Питер М. Леньков, Сэм Хамфри | 13 декабря 2006  | 15.83               |
| 60      | 13         | «Obsession» «Одержимость»                                    | Джеффри Хант     | Джереми Литтман                             | 17 декабря 2006  | 13.77               |
| 61      | 14         | «The Lying Game» «Игра в ложь»                               | Энтони Хемингуэй | Венди Баттлс                                | 24 января 2007   | 13.35               |
| 62      | 15         | «Some Buried Bones» «Несколько захороненных костей»          | Роб Бейли        | Ной Нельсон                                 | 7 февраля 2007   | 14.97               |
| 63      | 16         | «Heart of Glass» «Сердце из стекла»                          | Дэвид Джексон    | Пэм Визи, Билл Хейнс                        | 14 февраля 2007  | 14.81               |
| 64      | 17         | «The Ride-In» «Потоп»                                        | Стивен ДеПол     | Питер М. Леньков                            | 21 февраля 2007  | 13.67               |
| 65      | 18         | «Sleight Out of Hand» «Ловкость рук»                         | Роб Бейли        | Закари Райтер, Джон Дав                     | 28 февраля 2007  | 14.33               |
| 66      | 19         | «A Daze of Wine and Roaches» «Винные пары и тараканы»        | Оз Скотт         | Тимоти Дж. Ли, Даниэль Натансон             | 21 марта 2007    | 13.64               |
| 67      | 20         | «What Schemes May Come» «Согласно плану»                     | Кристин Мур      | Брюс Зиммерман                              | 11 апреля 2007   | 12.64               |
| 68      | 21         | «Past Imperfect» «Незавершённое прошлое»                     | Оз Скотт         | Венди Баттлс                                | 25 апреля 2007   | 11.40               |
| 69      | 22         | «Cold Reveal» «Холодное признание»                           | Маршалл Адамс    | Пэм Визи, Сэм Хамфри                        | 2 мая 2007       | 13.00               |
| 70      | 23         | «...Comes Around» «Вокруг, да около»                         | Роб Бейли        | Пэм Визи, Даниэль Натансон                  | 9 мая 2007       | 12.83               |
| 71      | 24         | «Snow Day» «Выходной»                                        | Дуэйн Кларк      | Пэм Визи, Питер М. Леньков                  | 16 мая 2007      | 13.07               |

### Сезон 4: 2007—2008
| № общий | № в сезоне | Название                                         | Режиссёр          | Автор сценария                     | Дата премьеры    | Зрители в США (млн) |
| ------- | ---------- | ------------------------------------------------ | ----------------- | ---------------------------------- | ---------------- | ------------------- |
| 72      | 1          | «Can You Hear Me Now?» «Вы меня слышите?»        | Дэвид Фон Энкен   | Закари Райтер, Пэм Визи            | 26 сентября 2007 | 12.72               |
| 73      | 2          | «The Deep» «Глубина»                             | Оз Скотт          | Венди Баттлс                       | 3 октября 2007   | 12.69               |
| 74      | 3          | «You Only Die Once» «Умираешь только раз»        | Джонатан Гласснер | Сэм Хамфри                         | 10 октября 2007  | 13.43               |
| 75      | 4          | «Time's Up» «Время вышло»                        | Роб Бейли         | Трей Коллоуэй                      | 17 октября 2007  | 13.99               |
| 76      | 5          | «Down the Rabbit Hole» «Вниз по кроличьей норе»  | Кристин Мур       | Сэм Хамфри, Питер М. Леньков       | 24 октября 2007  | 13.82               |
| 77      | 6          | «Boo» «Бу»                                       | Джо Данте         | Питер М. Леньков, Даниэль Натансон | 31 октября 2007  | 13.40               |
| 78      | 7          | «Commuted Sentences» «Смягчение приговора»       | Оз Скотт          | Джон Дав                           | 7 ноября 2007    | 12.92               |
| 79      | 8          | «Buzzkill» «Заноза»                              | Джеффри Хант      | Джилл Аббинанти                    | 14 ноября 2007   | 13.13               |
| 80      | 9          | «One Wedding and a Funeral» «Свадьба и похороны» | Роб Бейли         | Барби Клигман                      | 21 ноября 2007   | 14.56               |
| 81      | 10         | «The Thing About Heroes» «Немного о героях…»     | Энтони Хемингуэй  | Пэм Визи                           | 28 ноября 2007   | 14.19               |
| 82      | 11         | «Child's Play» «Детская игра»                    | Джеффри Хант      | Пэм Визи, Трей Коллоуэй            | 12 декабря 2007  | 14.36               |
| 83      | 12         | «Happily Never After» «Долго и несчастливо»      | Маршалл Адамс     | Ной Нельсон, Даниэль Натансон      | 9 января 2008    | 11.71               |
| 84      | 13         | «All in the Family» «Семейное дело»              | Роб Бейли         | Венди Баттлс                       | 23 января 2008   | 11.51               |
| 85      | 14         | «Playing With Matches» «Игры со спичками»        | Кристин Мур       | Билл Хейнс                         | 6 февраля 2008   | 10.16               |
| 86      | 15         | «DOA For a Day» «Сегодня живым или мёртвым»      | Кристин Мур       | Питер М. Леньков, Джон Дав         | 2 апреля 2008    | 12.85               |
| 87      | 16         | «Right Next Door» «Прямо по соседству»           | Роб Бейли         | Пэм Визи                           | 9 апреля 2008    | 12.38               |
| 88      | 17         | «Like Water For Murder» «Водой всё смоет»        | Энтони Хемингуэй  | Сэм Хамфри                         | 16 апреля 2008   | 13.43               |
| 89      | 18         | «Admissions» «Доступ»                            | Роб Бейли         | Закари Райтер                      | 30 апреля 2008   | 11.51               |
| 90      | 19         | «Personal Foul» «Личная ошибка»                  | Дэвид Фон Энкен   | Трей Коллоуэй                      | 7 мая 2008       | 12.73               |
| 91      | 20         | «Taxi» «Такси»                                   | Кристин Мур       | Барби Клигман, Джон Дав            | 14 мая 2008      | 11.86               |
| 92      | 21         | «Hostage» «Заложник»                             | Роб Бейли         | Закари Райтер, Питер М. Леньков    | 21 мая 2008      | 11.83               |

### Сезон 5: 2008—2009
| № общий | № в сезоне | Название                                                       | Режиссёр          | Автор сценария                               | Дата премьеры    | Зрители в США (млн) |
| ------- | ---------- | -------------------------------------------------------------- | ----------------- | -------------------------------------------- | ---------------- | ------------------- |
| 93      | 1          | «Veritas» «Veritas»                                            | Дэвид Фон Энкен   | Закари Райтер, Пэм Визи                      | 24 сентября 2008 | 14.59               |
| 94      | 2          | «Page Turner» «Увлекательная книга»                            | Фредерик Е.О. Той | Трей Коллоуэй                                | 1 октября 2008   | 14.88               |
| 95      | 3          | «Turbulence» «Турбулентность»                                  | Мэтт Эрл Бисли    | Гэри Синиз, Джереми Литтман                  | 8 октября 2008   | 15.87               |
| 96      | 4          | «Sex, Lies and Silicone» «Секс, ложь и силикон»                | Джонатан Гласснер | Венди Баттлс                                 | 22 октября 2008  | 14.39               |
| 97      | 5          | «The Cost of Living» «Цена жизни»                              | Роб Бейли         | Джон Дав                                     | 29 октября 2008  | 13.75               |
| 98      | 6          | «Enough» «Хватит»                                              | Алекс Закржевский | Закари Райтер                                | 5 ноября 2008    | 11.80               |
| 99      | 7          | «Dead Inside» «Мертвец внутри»                                 | Кристин Мур       | Пэм Визи, Даниэль Натансон                   | 12 ноября 2008   | 11.62               |
| 100     | 8          | «My Name Is Mac Taylor» «Меня зовут Мак Тейлор»                | Роб Бейли         | Пэм Визи                                     | 19 ноября 2008   | 14.12               |
| 101     | 9          | «The Box» «Ящик»                                               | Оз Скотт          | Питер М. Леньков, Билл Хейнс                 | 26 ноября 2008   | 12.30               |
| 102     | 10         | «The Triangle» «Треугольник»                                   | Джефф Т. Томас    | Трей Коллоуэй                                | 10 декабря 2008  | 13.33               |
| 103     | 11         | «Forbidden Fruit» «Запретный плод»                             | Джон Беринг       | Питер М. Леньков, Джилл Аббинанти            | 17 декабря 2008  | 13.38               |
| 104     | 12         | «Help» «Помогите»                                              | Дэвид Барретт     | Сэм Хамфри                                   | 14 января 2009   | 12.66               |
| 105     | 13         | «Rush to Judgement» «Гонка за приговором»                      | Роб Бейли         | Венди Баттлс                                 | 21 января 2009   | 11.58               |
| 106     | 14         | «She's Not There» «Её здесь нет»                               | Нельсон МакКормик | Пэм Визи, Джон Дав                           | 11 февраля 2009  | 11.94               |
| 107     | 15         | «The Party's Over» «Конец вечеринке»                           | Оз Скотт          | Барби Клигман                                | 18 февраля 2009  | 12.33               |
| 108     | 16         | «No Good Deed» «Без добрых дел»                                | Мэтт Эрл Бисли    | Расти Кандифф, Флойд Байарс                  | 25 февраля 2009  | 12.56               |
| 109     | 17         | «Green Piece» «Гринпис»                                        | Джеффри Хант      | Закари Райтер                                | 11 марта 2009    | 13.63               |
| 110     | 18         | «Point of No Return» «Точка невозвращения»                     | Роб Бейли         | Питер М. Леньков, Билл Хейнс                 | 18 марта 2009    | 12.78               |
| 111     | 19         | «Communication Breakdown» «Непонимание»                        | Джон Керис        | Трей Коллоуэй                                | 25 марта 2009    | 12.64               |
| 112     | 20         | «Prey» «Добыча»                                                | Маршалл Адамс     | Венди Баттлс, Ной Нельсон                    | 8 апреля 2009    | 12.50               |
| 113     | 21         | «The Past, Present and Murder» «Прошлое, настоящее и убийство» | Дэвид Фон Энкен   | Сэм Хамфри, Даниэль Натансон                 | 15 апреля 2009   | 12.14               |
| 114     | 22         | «Yahrzeit» «Yahrzeit»                                          | Норберто Барба    | Барби Клигман, Питер М. Леньков              | 29 апреля 2009   | 12.50               |
| 115     | 23         | «Greater Good» «Высшее благо»                                  | Алекс Закржевский | Пэм Визи                                     | 6 мая 2009       | 13.40               |
| 116     | 24         | «Grounds for Deception» «Почва для обмана»                     | Дуэйн Кларк       | Мелина Канакаридес                           | 13 мая 2009      | 12.33               |
| 117     | 25         | «Pay Up» «Оплачено»                                            | Роб Бейли         | Энтони Зуикер, Энн Донахью, Кэрол Мендельсон | 14 мая 2009      | 12.77               |

### Сезон 6: 2009—2010
| № общий | № в сезоне | Название                                                                            | Режиссёр            | Автор сценария                     | Дата премьеры    | Зрители в США (млн) |
| ------- | ---------- | ----------------------------------------------------------------------------------- | ------------------- | ---------------------------------- | ---------------- | ------------------- |
| 118     | 1          | «Epilogue» «Эпилог»                                                                 | Дэвид Фон Энкен     | Пэм Визи                           | 23 сентября 2009 | 15.06               |
| 119     | 2          | «Blacklist» «Чёрный список»                                                         | Дуэйн Кларк         | Питер М. Леньков                   | 30 сентября 2009 | 13.16               |
| 120     | 3          | «Lat 40° 47' N/Long 73° 58' W» «40° 47' северной широты/ 73° 58' восточной долготы» | Мэтт Эрл Бисли      | Трей Коллоуэй                      | 7 октября 2009   | 12.42               |
| 121     | 4          | «Dead Reckoning» «Счёт мёртвых»                                                     | Скотт Уайт          | Джон Дав                           | 14 октября 2009  | 13.40               |
| 122     | 5          | «Battle Scars» «Боевые шрамы»                                                       | Джефф Т. Томас      | Билл Хейнс                         | 21 октября 2009  | 13.01               |
| 123     | 6          | «It Happened to Me» «Это случилось со мной»                                         | Алекс Закржевский   | Венди Баттлс, Пэм Визи             | 5 ноября 2009    | 12.00               |
| 124     | 7          | «Hammer Down» «Удар молота»                                                         | Скотт Лаутанен      | Пэм Визи, Питер М. Леньков         | 11 ноября 2009   | 14.51               |
| 125     | 8          | «Cuckoo's Nest» «Гнездо кукушки»                                                    | Джеффри Хант        | Закари Райтер, Аарон Рахсаан Томас | 18 ноября 2009   | 13.62               |
| 126     | 9          | «Manhattanhenge» «Manhattanhenge»                                                   | Мэтт Эрл Бисли      | Трей Коллоуэй                      | 25 ноября 2009   | 12.68               |
| 127     | 10         | «Death House» «Дом смерти»                                                          | Норберто Барба      | Джей Пи Донахью, Кевин Полай       | 9 декабря 2009   | 12.96               |
| 128     | 11         | «Second Chances» «Второй шанс»                                                      | Эрик Ланёвилль      | Джон Дав                           | 16 декабря 2009  | 13.55               |
| 129     | 12         | «Criminal Justice» «Криминальное правосудие»                                        | Кристин Мур         | Билл Хейнс                         | 13 января 2010   | 14.16               |
| 130     | 13         | «Flag on the Play» «Флаг в игре»                                                    | Джеффри Хант        | Венди Баттлс                       | 20 января 2010   | 13.54               |
| 131     | 14         | «Sanguine Love» «Любовь цвета крови»                                                | Норберто Барба      | Кармин Джовинаццо                  | 3 февраля 2010   | 14.16               |
| 132     | 15         | «The Formula» «Формула»                                                             | Мэтт Эрл Бисли      | Аарон Рахсаан Томас                | 10 февраля 2010  | 12.98               |
| 133     | 16         | «Uncertainty Rules» «Неопределенность правил»                                       | Джефф Т. Томас      | Закари Райтер                      | 3 марта 2010     | 12.35               |
| 134     | 17         | «Pot of Gold» «Горшок с золотом»                                                    | Эрик Ла Саль        | Трей Коллоуэй                      | 10 марта 2010    | 11.07               |
| 135     | 18         | «Rest in Peace, Marina Garito» «Покойся с миром, Марина Гарито»                     | Эллисон Лидди-Браун | Пэм Визи                           | 7 апреля 2010    | 10.64               |
| 136     | 19         | «Redemptio» «Выкуп»                                                                 | Стивен ДеПол        | Питер М. Леньков, Билл Хейнс       | 14 апреля 2010   | 10.85               |
| 137     | 20         | «Tales from the Undercard» «Истории с открыток»                                     | Скипп Саддат        | Аарон Рахсаан Томас, Стивен Фидлер | 5 мая 2010       | 10.30               |
| 138     | 21         | «Unusual Suspects» «Необычный подозреваемый»                                        | Маршалл Адамс       | Венди Баттлс, Джон Дав             | 12 мая 2010      | 11.36               |
| 139     | 22         | «Point of View» «Точка зрения»                                                      | Алекс Закржевский   | Пэм Визи                           | 19 мая 2010      | 11.30               |
| 140     | 23         | «Vacation Getaway» «В отпуск»                                                       | Дуэйн Кларк         | Закари Райтер, Трей Коллоуэй       | 26 мая 2010      | 11.96               |

### Сезон 7: 2010—2011
| № общий | № в сезоне | Название                                         | Режиссёр            | Автор сценария                | Дата премьеры    | Зрители в США (млн) |
| ------- | ---------- | ------------------------------------------------ | ------------------- | ----------------------------- | ---------------- | ------------------- |
| 141     | 1          | «The 34th Floor» «34-й этаж»                     | Дуэйн Кларк         | Пэм Визи, Джон Дав            | 24 сентября 2010 | 10.35               |
| 142     | 2          | «Unfriendly Chat» «Враждебный чат»               | Эрик Ланёвилль      | Трей Коллоуэй                 | 1 октября 2010   | 9.70                |
| 143     | 3          | «Damned If You Do» «Будь проклят, если сделаешь» | Кристин Мур         | Закари Райтер                 | 8 октября 2010   | 9.89                |
| 144     | 4          | «Sangre Por Sangre» «Кровь за кровь»             | Эрик Ланёвилль      | Аарон Рахсаан Томас           | 15 октября 2010  | 9.57                |
| 145     | 5          | «Out of the Sky» «С неба»                        | Натан Хоуп          | Кристофер Силбер              | 22 октября 2010  | 10.25               |
| 146     | 6          | «Do Not Pass Go» «Не проходите мимо»             | Дэвид Джексон       | Адам Таргум                   | 29 октября 2010  | 10.44               |
| 147     | 7          | «Hide Sight» «Скрыть взгляд»                     | Алекс Закржевский   | Билл Хейнс                    | 5 ноября 2010    | 10.58               |
| 148     | 8          | «Scared Stiff» «Напуган до смерти»               | Маршалл Адамс       | Ким Клементс                  | 12 ноября 2010   | 10.02               |
| 149     | 9          | «Justified» «Оправданный»                        | Джефф Т. Томас      | Джон Дав                      | 19 ноября 2010   | 10.18               |
| 150     | 10         | «Shop Till You Drop» «Покупай, пока не умрёшь»   | Скипп Саддат        | Аарон Рахсаан Томас           | 3 декабря 2010   | 10.13               |
| 151     | 11         | «To What End?» «Для чего?»                       | Эрик Ланёвилль      | Закари Райтер, Пэм Визи       | 7 января 2011    | [ 153 ]             |
| 152     | 12         | «Holding Cell» «Камера заключения»               | Скотт Уайт          | Билл Хейнс                    | 14 января 2011   | 9.56                |
| 153     | 13         | «Party Down» «Вечеринка окончена»                | Скипп Саддат        | Адам Таргум                   | 4 февраля 2011   | 9.32                |
| 154     | 14         | «Smooth Criminal» «Очаровательный преступник»    | Скотт Уайт          | Аарон Рахсаан Томас           | 11 февраля 2011  | 9.71                |
| 155     | 15         | «Vigilante» «Линчеватель»                        | Фредерик Е.О. Той   | Кристофер Силбер              | 18 февраля 2011  | 10.65               |
| 156     | 16         | «The Untouchable» «Неприкасаемый»                | Викки Уильямс       | Ким Клементс                  | 25 февраля 2011  | 10.89               |
| 157     | 17         | «Do or Die» «Сделай или умри»                    | Мэтт Эрл Бисли      | Мэттью Ливайн                 | 11 марта 2011    | 10.60               |
| 158     | 18         | «Identity Crisis» «Кризис личности»              | Майк Вейяр          | Пэм Визи                      | 1 апреля 2011    | 10.36               |
| 159     | 19         | «Food for Thought» «Пища для размышления»        | Оз Скотт            | Трей Коллоуэй                 | 8 апреля 2011    | 9.75                |
| 160     | 20         | «Nothing for Something» «Ничего за что-то»       | Эрик Ланёвилль      | Джон Дав                      | 29 апреля 2011   | 9.19                |
| 161     | 21         | «Life Sentence» «Пожизненный приговор»           | Джеффри Хант        | Кристофер Силбер, Адам Таргум | 6 мая 2011       | 9.53                |
| 162     | 22         | «Exit Strategy» «Стратегия выхода»               | Эллисон Лидди-Браун | Закари Райтер, Билл Хейнс     | 13 мая 2011      | 10.44               |

### Сезон 8: 2011—2012
| № общий | № в сезоне | Название                                         | Режиссёр            | Автор сценария                  | Дата премьеры    | Зрители в США (млн) |
| --- | ---------- | ------------------------------------------------ | ------------------- | ------------------------------- | ---------------- | ------------------- |
| 163 | 1          | «Indelible» «Несмываемый»                        | Фредерик Е.О. Той   | Закари Райтер, Джон Дав         | 23 сентября 2011 | 10.68               |
| 164 | 2          | «Keep It Real» «Сохраняя реальность»             | Алекс Закржевский   | Билл Хейнс                      | 30 сентября 2011 | 10.07               |
| 165 | 3          | «Cavallino Rampante» «Каваллино»                 | Натан Хоуп          | Адам Таргум                     | 7 октября 2011   | 9.87                |
| 166 | 4          | «Officer Involved» «Вовлечённый чиновник»        | Скипп Саддат        | Кристофер Силбер                | 14 октября 2011  | 10.13               |
| 167 | 5          | «Air Apparent» «Очевидный воздух»                | Энтони Хемингуэй    | Аарон Рахсаан Томас             | 21 октября 2011  | 10.73               |
| 168 | 6          | «Get Me Out of Here!» «Выгоняют меня отсюда!»    | Скотт Уайт          | Трей Коллоуэй                   | 4 ноября 2011    | 9.83                |
| 169 | 7          | «Crushed» «Сокрушённый»                          | Дуэйн Кларк         | Ким Клементс                    | 11 ноября 2011   | 10.14               |
| 170 | 8          | «Crossroads» «Перекрёсток»                       | Джефф Т. Томас      | Джон Дав                        | 18 ноября 2011   | 9.97                |
| 171 | 9          | «Means to an End» «Средство для достижения цели» | Маршалл Адамс       | Закари Райтер, Кристофер Силбер | 2 декабря 2011   | 9.76                |
| 172 | 10         | «Clean Sweep» «Чистая победа»                    | Дэвид Фон Энкен     | Адам Таргум                     | 6 января 2012    | 10.56               |
| 173 | 11         | «Who's There?» «Кто там?»                        | Викки Уильямс       | Билл Хейнс                      | 13 января 2012   | 10.60               |
| 174 | 12         | «Brooklyn 'Til I Die» «Бруклин навсегда»         | Эрик Ланёвилль      | Аарон Рахсаан Томас             | 3 февраля 2012   | 10.25               |
| 175 | 13         | «The Ripple Effect» «Эффект домино»              | Оз Скотт            | Трей Коллоуэй                   | 10 февраля 2012  | 10.44               |
| Команда криминалистов работает над двумя разными делами, но в ходе дальнейшего расследования между ними обнаруживается связь. |            |                                                  |                     |                                 |                  |                     |
| 176 | 14         | «Flash Pop» «Вспышка»                            | Джерри Ливайн       | Пэм Визи                        | 30 марта 2012    | 9.45                |
| Команда CSI обнаруживает сходство между смертью лаборанта и нераскрытым убийством Ланы Грегори, совершённом в 1950-х годах.   |            |                                                  |                     |                                 |                  |                     |
| 177 | 15         | «Kill Screen» «Убийственный экран»               | Эллисон Лидди-Браун | Тим Драгга, Адам Скотт Вайсман  | 6 апреля 2012    | 9.07                |
| Расследуя очередное убийство, команда CSI погружается в мир киберспорта с высокими ставками.                                  |            |                                                  |                     |                                 |                  |                     |
| 178 | 16         | «Sláinte» «На здоровье!»                         | Кристин Мур         | Сара Бёрд                       | 27 апреля 2012   | 9.13                |
| 179 | 17         | «Unwrapped»                                      | Деран Сарафян       | Джон Дав, Кристофер Силбер      | 4 мая 2012       | 9.06                |
| 180 | 18         | «Near Death» «При смерти»                        | Алекс Закржевский   | Закари Райтер, Пэм Визи         | 11 мая 2012      | 9.11                |

### Сезон 9: 2012—2013
| № общий | № в сезоне | Название                                     | Режиссёр            | Автор сценария                                         | Дата премьеры    | Зрители в США (млн) |
| --- | ---------- | -------------------------------------------- | ------------------- | ------------------------------------------------------ | ---------------- | ------------------- |
| 181 | 1          | «Reignited» «Возрождённый»                   | Джефф Т. Томас      | Закари Райтер, Джон Дав                                | 28 сентября 2012 | 9.11                |
| 182 | 2          | «Where There's Smoke...» «Нет дыма без огня» | Скипп Саддат        | Адам Таргум, Сара Бёрд                                 | 5 октября 2012   | 8.40                |
| 183 | 3          | «2,918 Miles» «2,918 миль»                   | Викки Уильямс       | Трей Коллоуэй                                          | 12 октября 2012  | 9.48                |
| 184 | 4          | «Unspoken»                                   | Дуэйн Кларк         | Пэм Визи                                               | 19 октября 2012  | 9.48                |
| 185 | 5          | «Misconceptions»                             | Натан Хоуп          | Джон Дав                                               | 26 октября 2012  | 10.09               |
| 186 | 6          | «The Lady in the Lake» «Девушка в озере»     | Скотт Уайт          | Дэвид Хоселтон                                         | 2 ноября 2012    | 10.05               |
| 187 | 7          | «Clue: SI» «Ключ: SI»                        | Оз Скотт            | Стивен Лилиен, Брайан Винбрандт                        | 9 ноября 2012    | 9.72                |
| 188 | 8          | «Late Admissions»                            | Роб Бейли           | Закари Райтер                                          | 16 ноября 2012   | 9.59                |
| 189 | 9          | «Blood Out»                                  | Сэм Хилл            | Адам Таргум                                            | 30 ноября 2012   | 9.86                |
| 190 | 10         | «The Real McCoy» «Настоящий МакКой»          | Мэтт Эрл Бисли      | Сара Бёрд                                              | 7 декабря 2012   | 9.95                |
| 191 | 11         | «Command+P» «Command+P»                      | Ховард Дойч         | Трей Коллоуэй                                          | 4 января 2013    | 9.13                |
| Криминалисты расследуют два необычных убийства, связанных одним орудием - пистолетом, изготовленным с помощью 3D-принтера. |            |                                              |                     |                                                        |                  |                     |
| 192 | 12         | «Civilized Lies» «Цивилизованная ложь»       | Джерри Ливайн       | Джон Дав                                               | 11 января 2013   | 10.71               |
| 193 | 13         | «Nine Thirteen» «Девять тринадцать»          | Пэм Визи            | История: Дэвид Фэллон, Пэм Визи Телесценарий: Пэм Визи | 18 января 2013   | 10.68               |
| 194 | 14         | «White Gold» «Белое золото»                  | Алекс Закржевский   | Дэвид Хоселтон                                         | 1 февраля 2013   | 10.39               |
| 195 | 15         | «Seth and Apep»                              | Эрик Ланёвилль      | Стивен Лилиен, Брайан Винбрандт                        | 8 февраля 2013   | 9.57                |
| 196 | 16         | «Blood Actually» «Настоящая кровь»           | Кристин Мур         | Адам Таргум                                            | 15 февраля 2013  | 8.59                |
| 197 | 17         | «Today is Life» «Жизнь сегодня»              | Эллисон Лидди-Браун | Закари Райтер, Джон Дав                                | 22 февраля 2013  | 9.46                |